# Подофіл щитковидний
Подофіл щитковидний (Podophýllum peltátum) — трав'яниста багаторічна рослина, вид роду Подофіл (Podophyllum) родини барбарисові (Berberidaceae), що походить зі східної частини Північної Америки.
Рослина має горизонтальне вузлувате кореневище довжиною до 1 м, від якого відходять численні додаткові корені довжиною до 35 см.
Стебла рослини досягають 30-40 см у висоту.
Листки пальчасторозсічені 20-30 см завдовжки.
Квітки білі, діаметром 3-5 см, з шістьма — дев'ятьма пелюстками. Квітка розвивається в розвилці листка. Спочатку він по положенню верхівковий вертикальний, нмов підпертий листям. Звідси і походить латинська назва цієї рослини — «ноголист» (pod- нога, phyllum- лист). Поступово квітконіжка згинається і квітка нахиляється вниз, а листя розростаються і стають верхівковими. Цвітіння в другій половині травня. Цвітіння триває близько трьох тижнів.
Плід — велика яйцеподібна жовто-зелена ягода довжиною від 2 до 8 см, з ароматною м'ясистою м'якоттю і численними насінинами.

Плоди їстівні в помірній кількості.
Рослина містить смолу (подофілин), в якій розчинені глікозиди; їх аглікони відносяться до лігнанів. Основні: α-пельтатин, β-пельтатин, подофілотоксин, що має медичне застосування, в тому числі для лікування папіломатозу сечового міхура і папіломи гортані, бородавок на статевих органах.
В якості лікарської сировини використовують кореневище.